# Martina Suchá
Martina Suchá (Nové Zámky, 20 novembre 1980) è un'ex tennista slovacca.

## Carriera
Ha vinto due titoli in singolare su un totale di sei finali WTA disputate, nell'aprile 2002 ha raggiunto la sua migliore posizione in classifica salendo al 37º posto. Ha rappresentato il suo paese alle Olimpiadi di Atene 2004 venendo eliminata al primo turno e in Fed Cup dove tra il 2002 e il 2005 ha collezionato cinque presenza con la Slovacchia ottenendo tre successi e conquistando il torneo nel 2002.

## Statistiche

### Singolare

#### Vittorie (2)
| Legenda: Prima del 2009 |
| ----------------------- |
| Grande Slam (0)         |
| Ori Olimpici (0)        |
| WTA Championships (0)   |
| Tier I (0)              |
| Tier II (0)             |
| Tier III (1)            |
| Tier IV (0)             |
| Tier V (1)              |

| N. | Data          | Torneo                                | Superficie    | Avversaria in finale    | Punteggio     |
| 1. | gennaio 2002  | Moorilla Hobart International, Hobart | Cemento       | Anabel Medina Garrigues | 7–6(7), 6–1   |
| 2. | novembre 2004 | Bell Challenge, Québec                | Sintetico (i) | Abigail Spears          | 6–2, 3–6, 6–2 |

#### Sconfitte in finale (4)
| N. | Data         | Torneo                                          | Superficie    | Avversaria in finale | Punteggio     |
| 1. | ottobre 2001 | WTA Bratislava, Bratislava                      | Sintetico (i) | Rita Grande          | 1–6, 1–6      |
| 2. | maggio 2004  | Budapest Grand Prix, Budapest                   | Terra rossa   | Jelena Janković      | 6(4)–7, 3–6   |
| 3. | ottobre 2004 | Guangzhou International Women's Open, Canton    | Cemento       | Li Na                | 3–6, 4–6      |
| 4. | maggio 2006  | Grand Prix SAR La Princesse Lalla Meryem, Rabat | Terra rossa   | Meghann Shaughnessy  | 2–6, 6–3, 3–6 |

### Risultati in progressione
| Sigla | Risultato               |
| ----- | ----------------------- |
| V     | Vincitore               |
| F     | Finalista               |
| SF    | Semifinalista           |
| O     | Oro olimpico            |
| A     | Argento olimpico        |
| SF    | Bronzo olimpico         |
| QF    | Quarti di Finale        |
| 4T    | Quarto turno            |
| 3T    | Terzo turno             |
| 2T    | Secondo turno           |
| 1T    | Primo turno             |
| RR    | Round Robin             |
| LQ    | Turno di qualificazione |
| A     | Assente                 |
| ND    | Non disputato           |

| Legenda superfici    |
| -------------------- |
| Cemento              |
| Terra battuta        |
| Erba                 |
| Superficie variabile |

#### Singolare nei tornei del Grande Slam
| Torneo          | 2001 | 2002 | 2003 | 2004 | 2005 | 2006 | 2007 | 2008 |
| --------------- | ---- | ---- | ---- | ---- | ---- | ---- | ---- | ---- |
| Australian Open | 1T   | 4T   | 1T   | 1T   | 2T   | 2T   | 1T   | A    |
| Open di Francia | 2T   | 1T   | A    | 1T   | 1T   | 1T   | 1T   | A    |
| Wimbledon       | 1T   | 2T   | 2T   | 1T   | 1T   | 1T   | 1T   | A    |
| US Open         | 3T   | 2T   | 2T   | 1T   | 2T   | 1T   | A    | A    |

#### Doppio nei tornei del Grande Slam
| Torneo          | 2001 | 2002 | 2003 | 2004 | 2005 | 2006 | 2007 | 2008 |
| --------------- | ---- | ---- | ---- | ---- | ---- | ---- | ---- | ---- |
| Australian Open | A    | A    | A    | A    | A    | A    | 2T   | A    |
| Open di Francia | A    | A    | A    | A    | 1T   | 1T   | A    | A    |
| Wimbledon       | A    | A    | A    | A    | 1T   | 1T   | A    | A    |
| US Open         | A    | A    | A    | A    | 1T   | 1T   | A    | A    |

#### Doppio misto nei tornei del Grande Slam
| Torneo          | 2001 | 2002 | 2003 | 2004 | 2005 | 2006 | 2007 | 2008 |
| --------------- | ---- | ---- | ---- | ---- | ---- | ---- | ---- | ---- |
| Australian Open | A    | A    | A    | A    | A    | A    | A    | A    |
| Open di Francia | A    | A    | A    | A    | A    | A    | A    | A    |
| Wimbledon       | A    | A    | A    | A    | A    | 1T   | A    | A    |
| US Open         | A    | A    | A    | A    | A    | A    | A    | A    |